# Mark Graham
Pour les articles homonymes, voir Graham.
Mark Graham, né le 18 juin 1970 à Denver, au Colorado, est un écrivain américain, auteur de roman policier.

## Biographie
En 2000, il publie The Black Maria pour lequel il est lauréat du prix Edgar-Allan-Poe 2001 du meilleur livre de poche original.

## Œuvre

### Romans

#### SérieOld Philadelphia
- The Killing Breed (1998)
- The Resurrectionist (1998)
- The Black Maria (2000)

#### SérieJake Conlan
- The Natanz Directive (2012) (coécrit avec Wayne Simmons)

#### Autre roman
- The Third Day (2001)

### Autre ouvrage
- How Islam Created the Modern World (2006).

## Prix et distinctions

### Prix
- Prix Edgar-Allan-Poe 2001 du meilleur livre de poche original pour The Black Maria[2]

### Nominations
- Prix Edgar-Allan-Poe 2000 du meilleur livre de poche original pour The Resurrectionist[2]